# Pavel Polomský
Pavel Polomský (* 8. ledna 1966 Domažlice) je bývalý český a slovenský bobista. Jako brzdař dvojbobu jezdil s Jiřím Džmurou.
Startoval na ZOH 1994 a 1998, jeho nejlepším umístěním bylo 7. místo dvojbobu v Lillehammeru 1994. Po sporech Jiřího Džmury s českým svazem začal v roce 2002 reprezentovat Slovensko.